# Хав'єр Кастрільї
Хав'єр Кастрільї (ісп. Javier Castrilli; нар. 22 травня 1957, Буенос-Айрес, Аргентина) — аргентинський футбольний суддя. Арбітр ФІФА з 1992 по 1998 роки.

## Кар'єра
Кастрільї почав свою кар'єру рефері в 1978 році матчем аматорських команд, а через 13 років в 1991 році вперше був призначений на гру чемпіонату Аргентини.
У 1998 році Кастрільї увійшов до списку арбітрів чемпіонату світу у Франції, де відсудив дві зустрічі: гру групового етапу між Данією і Саудівською Аравією, а також матч 1/8 фіналу між Румунією та Хорватією.
У зв'язку зі своїм сильним характером та суворим дотриманням футбольних правил Кастрільї отримав прізвисько «Шериф».

## Міжнародні турніри
- Юнацький чемпіонат світу з футболу 1993 (3 ігри, включаючи фінал)
- Кубок Америки з футболу 1995 (2 гри)
- Молодіжний чемпіонат світу з футболу 1995 (2 ігри)
- Кубок конфедерацій 1997 (2 гри)
- Кубок Лібертадорес 1997 (другий фінал)
- Чемпіонат світу з футболу 1998 (2 гри)
- Кубок Лібертадорес 1998 (другий фінал)